# العرين (الجوف)
العرين هي إحدى قرى الجمهورية اليمنية. وهي تتبع جغرافيًا لمحافظة الجوف. وإداريًا لمديرية رجوزه. يبلغ تعداد سكانها 1076 نسمة حسب الإحصاء الذي جرى عام 2004.